# Forst Schwarzenbach am Wald

Lage des Forst Schwarzenbach am Wald

Luftbild der Fläche des Forsts

Forst Schwarzenbach am Wald ist ein gemeindefreies Gebiet im oberfränkischen Landkreis Hof nördlich von Schwarzenbach am Wald. Es hat eine Fläche von 8,28 km². Forst Schwarzenbach am Wald liegt in der Gemarkung Forst Schwarzenbach am Wald (Gemarkungsteil 0).

## Geotope
- Straßenaufschluss Thiemitzwand (Geotop-Nummer 475A039)